# Forbes George Vernon
Forbes George Vernon (Dublín, 21 de agosto de 1843 - Londres, 20 de enero de 1911) fue un teniente del ejército británico, adquirió terrenos en Australia y allí fundó la ciudad de Vernon. Fue miembro de la Asamblea Legislativa de la provincia canadiense de Columbia Británica entre los años 1875 a 1882 y entre 1886 a 1894, representando a la circunscripción de Yale Este.

## Biografía
Forbes George Vernon era el tercero de cinco hijos nacidos de John Edward Venables Vernon (de Clontarf Castle en el norte de Dublín) y de su primera esposa, Louisa Catherine Bowles.
El 4 de marzo de 1863, Vernon escribió a la Oficina Colonial de Australia, para preguntar acerca de las regulaciones de la tierra en British Columbia, donde se donaban tierras (hasta 1440 acres, 6 km²), a colonos militares del Reino Unido.
Llegó a Columbia Británica en el mes de septiembre de 1863 con su hermano mayor, Carlos Alberto Vernon (1840-1906), y su amigo Charles Frederick Houghton, les fueron otorgadas 144 acres (0,6 km²), cerca de la ciudad que hoy lleva su nombre.
Acrecentó las tierras hasta convertirse en una propiedad de 12.700 acres (53 km²), llamado rancho de Daimiel, que vendió en 1891 a Lord Aberdeen.
En 1876, fue nombrado Comisario en Jefe de Tierras y Obras Públicas en el gabinete provincial y sirvió hasta 1878. Más tarde sirvió en el mismo puesto en el gabinete desde 1887 hasta 1894. Después de retirarse de la política, Vernon se desempeñó como Agente General de la provincia de Columbia Británica, en Londres, desde 1895 hasta 1899.
Se casó en Victoria, el 11 de septiembre de 1877 con Katie Alma Branks de California, quien murió el 31 de marzo de 1885 y fue enterrado en Victoria. Tuvieron dos hijas: Gladys Louise (1878-1892), y Beatriz Alma Ashley (1881 -??).
Vernon murió en Londres en 1911.